# Херман IV (Швабия)
Херман IV (на немски: Hermann IV; * ок. 1015; † 28 юли 1038 при Неапол) от род Бабенберги е от 1030 г. херцог на Швабия и от 1034 г. маркграф на Торино.

## Произход
Херман е вторият син на херцог Ернст I и Гизела Швабска († 1043 г.) от фамилията Конрадини, вдовицата на граф Бруно I от Брауншвайг от род Брунони.

## Биография
Неговият баща умира по време на лов на 31 март 1015 г. (или 31 май). Майка му се омъжва за трети път 1016 или 1017 г. за близкия си роднина Конрад II (1027 – 1039 император на Свещената Римска империя). Херман е полубрат на император Хайнрих III и Матилда от Франкен, първата съпруга или годеница на крал Анри I от Франция. Той е полубрат и на Людолф, маркграф на Фризия. Неговият брат Ернст II умира на 17 август 1030 г.
През 1034 г. император Конрад II го жени за Аделхайд от Суза, маркграфиня на Торино, и го прави маркграф на Торино/Суза. Сватбата се състои през януари 1037 г. Херман умира през юли 1038 г. в боевете за Неапол от чума.

## Потомство
Херман и Аделхайд от Суза имат няколко вероятни деца:
- Гебхард I фон Зулцбах (* ок. 1058; † ок. 1080 или 1085), граф на Зулцбах, ∞ за Аделхайд (?) от Нордгау, дъщеря на Беренгер, граф на Нордгау, от която има трима сина и три дъщери.[3][4]
- Рихвара фон Цулфрихгау († 1073), ∞ ок. 1032 за Бертхолд I фон Церинген († 5 ноември 1078), херцог на Каринтия, маркграф на Верона, от когото има пет трима сина и две дъщери[5]
- Херман I фон Кастъл († 27 януари 1056), граф на Кастъл, ∞ за Хазига (Хидагунда) фон Дисен (* ок 1040, † 1104), от която има три деца.[3][4]

Раждането на деца от този брак, потвърдено от късен австрийски източник, е опровергано от много историци, също и защото по време на много краткия им брак съпругът почти винаги участва във военни кампании. Въпросът се усложнява от липсата на определена дата както за раждането на Аделхайд, така и за първия ѝ брак. Според по-късен австрийски източник най-новото изследване е имало навика да добавя дъщеря Рихвара – съпруга на Бертолд I фон Церинген. Херцогът традиционно се е считал за бездетен. Тезата на Франц Тиролер, че графовете на Кастъл и Зулцбах също са потомци на херцога, обикновено се отхвърля. Нито имотно-историческата аргументация на тезата на Рихвара е убедителна, нито решението на въпроса за близостта и възрастовите взаимоотношения. Лексиконът на Средновековието поставя брака на Херман I през 1036 г. и раждането на най-големия син на Рихвара около 1040 г. върху родословното дърво на Церинген. Към този момент Рихвара не би имала повече от четири години. През 2006 г. Едуард Хлатвишка отхвърля това родословие на Рихвара.